# Campionati europei di 49er & 49er FX 2021
I Campionati europei di 49er & 49er FX 2021 si sono svolti a Salonicco, in Grecia, dal 18 al 19 settembre.

## Podi
| Evento  | Oro                                        | Argento                                          | Bronzo                                       |
| 49er    | Polonia Mikołaj Staniul Jakub Sztorch      | Germania Tim Fischer Fabian Graf                 | Polonia Łukasz Przybytek Paweł Kołodziński   |
| 49er FX | Paesi Bassi Odile van Aanholt Elise Ruyter | Croazia Enia Ninčević Mihaela de Micheli Vitturi | Malta Antonia Schultheis Victoria Schultheis |

## Medagliere
| Posiz. | Nazione     | Oro | Argento | Bronzo | Totale |
| ------ | ----------- | --- | ------- | ------ | ------ |
| 1      | Polonia     | 1   | 0       | 1      | 2      |
| 2      | Paesi Bassi | 1   | 0       | 0      | 1      |
| 3      | Croazia     | 0   | 1       | 0      | 1      |
| 3      | Germania    | 0   | 1       | 0      | 1      |
| 5      | Malta       | 0   | 0       | 1      | 1      |
| Totale | Totale      | 2   | 2       | 2      | 6      |